# Linh dương gazelle Mông Cổ
Linh dương gazelle Mông Cổ (Procapra gutturosa) là một loài động vật có vú trong họ Bovidae, bộ Artiodactyla. Loài này được Pallas mô tả năm 1777.

## Hình ảnh

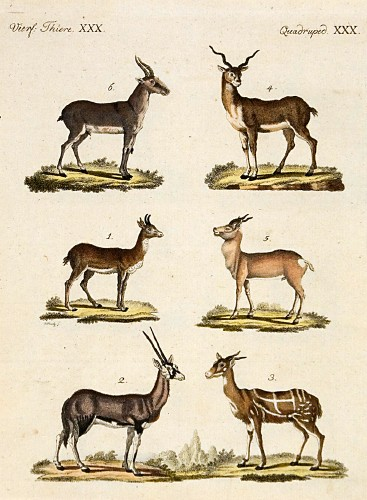
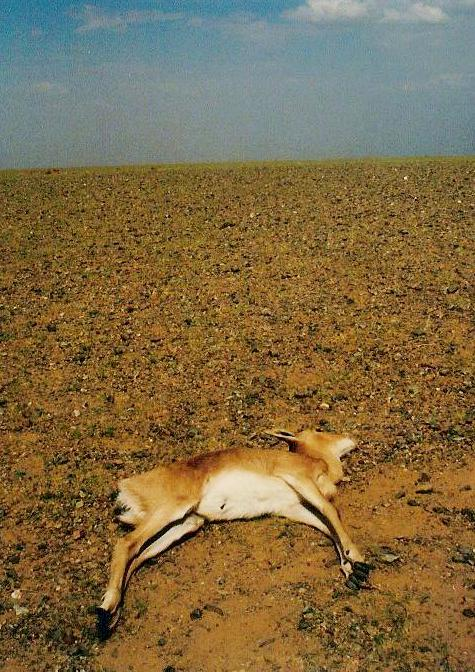